# 技量審査場所

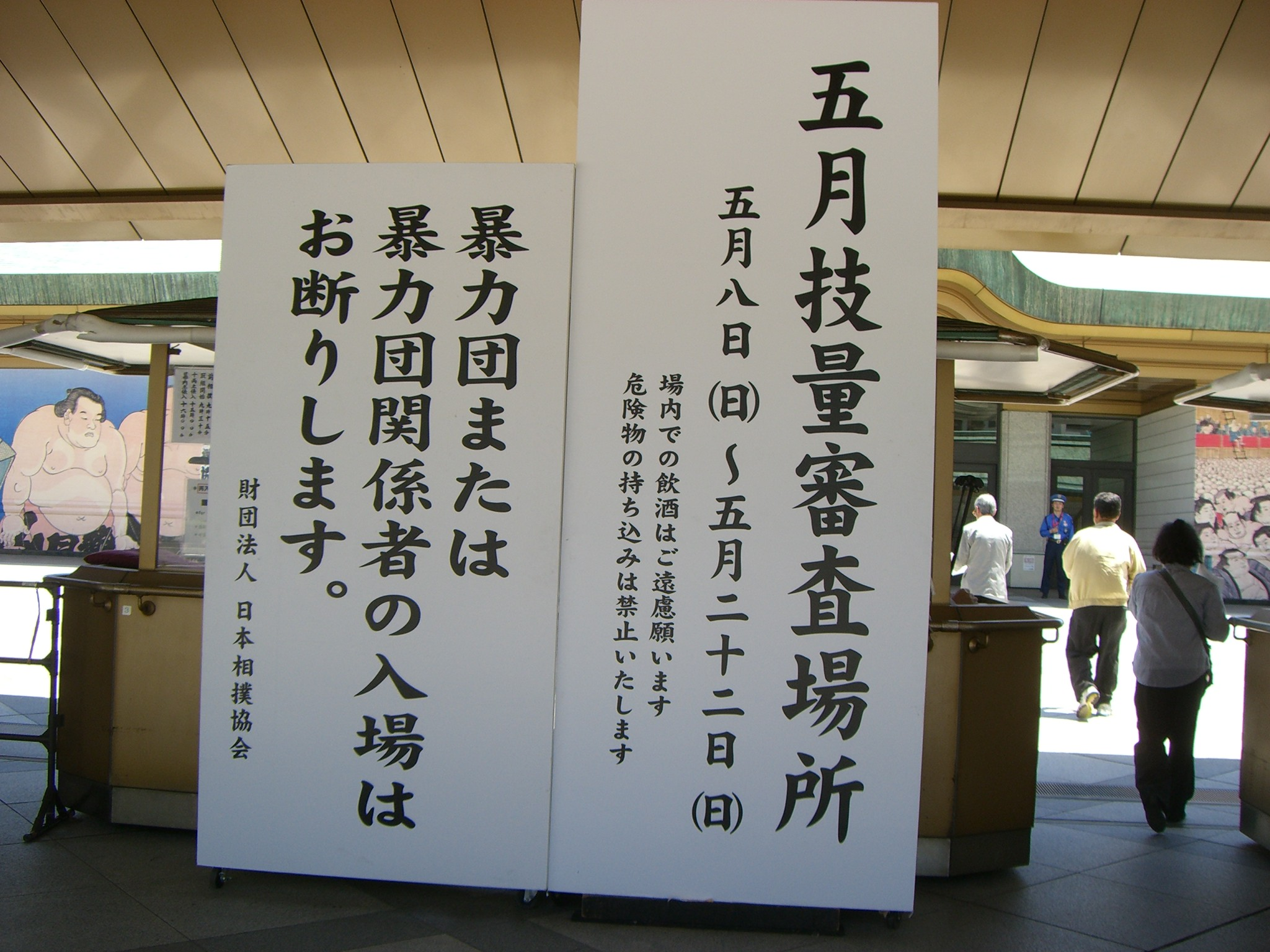
飲酒、並びに暴力団関係者の無断入場禁止を告知した看板

平成二十三年五月技量審査場所（へいせい23ねん5がつ ぎりょうしんさばしょ）は、『平成二十三年五月場所』の代わりとして2011年5月8日から5月22日まで両国国技館で行われた、日本の大相撲の大会である。

## 概要
2011年2月ごろ発覚した八百長事件などを受けて、日本相撲協会は同年3月本場所（主会場・大阪府立体育会館）を戦後初めて中止した。相撲協会では「八百長事件の信頼回復がなされるまで、本場所の開催は見送る」とする方針を固めた。
その後八百長事件に関与した力士について、引退勧告や解雇などを行い、今後本場所を再開するにあたり、力士の番付編成のために相撲協会の技量審査を行う場として、同年5月（同・両国国技館）を「興行としての本場所」つまり『平成二十三年五月場所』とはせず、観客に無料公開した、正式名称『平成二十三年五月技量審査場所』として開催することになった。

## 本場所との相違
1. 観客に対する入場料を徴収する「興行としての本場所」とはしなかった。
ただし、力士の個人記録は本場所と同じ公式記録として残し、これを参考に次回の本場所（7月場所）へ向けた番付編成を行う。
2. 表彰は相撲協会が表彰する各段の優勝力士と幕内力士の三賞（殊勲賞・敢闘賞・技能賞）のみとし、天皇賜杯を含む外部からの表彰は辞退。「本場所ではない」との理由で優勝額も作成しなかった[1]。各取組に懸けられる懸賞金も辞退。
3. 通常呼出の着物に掲載される広告も全て自粛[1]。
4. 日本放送協会(NHK)による地上波テレビ・ラジオ中継（ダイジェスト含む）は実施しない（ただし、今後の記録資料のための実況収録は通常通り行う）。
5. 「興行色を薄めるため」との理由で、館内の相撲案内所（相撲茶屋）は全て営業を休止[2]。またアルコール類の販売も休止され持ち込みも禁止された[3]。これに伴い力士弁当の販売も休止されたが、通常の弁当やソフトドリンク類は販売。国技館名物の焼き鳥も当初東日本大震災の影響で販売が見送られたが、5月14日より販売を再開[4]。

また2011年3月に起きた東日本大震災の影響も考慮し、通常会場前に掲げる力士幟やふれ太鼓・やぐら太鼓を自粛。代わりに「がんばろう日本」のメッセージの幟を掲げた。

## 本場所と同じ箇所
1. 大会の会期は本場所と同じ15日。

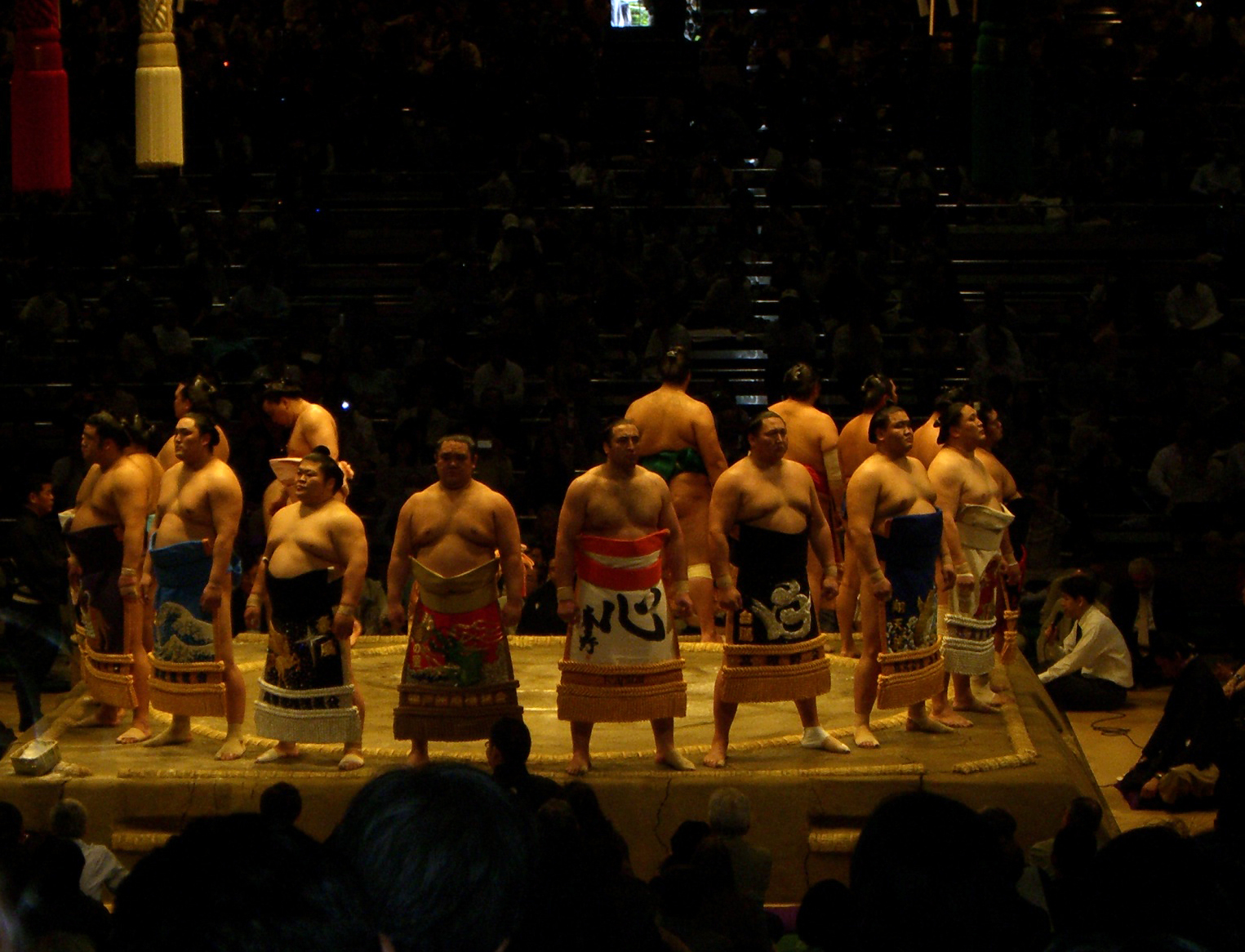
土俵入りは通常どおり行われた

2. 土俵入り、弓取式、顔触れ言上、場所前の横綱審議委員会による稽古総見（一般公開も含め）、野見宿禰神社例祭、土俵祭、新弟子検査は行う。
3. 上述のとおり、力士の個人記録は本場所と同じ公式記録として残す。
4. 優勝・三賞の賞金は通常通り支給。[6]

## 放送
前述のとおりNHKによる中継が一切行われない代わり、下記のネット配信により前相撲から結びの一番までの全取組が生中継された。前相撲からの完全生中継は地上波・衛星放送でも過去に例がなく史上初となる。
- ひかりTV - 中継終了後にVODによる配信が行われた。
- goo大相撲
- ニコニコ生放送
- 日本相撲協会公式携帯サイト（有料）

アクセス数は初日だけでも協会公式サイトで約74,000件、ニコ生で約156,000件に上り、最終的な視聴者数はニコ生だけで延べ約160万人に達した。

## 番付・星取表
番付表は発表されず、〈順席〉として序列が公開された。
| 東       | 成績      | 結果   | 順席   | 西                 | 成績    | 結果   |
| -------- | --------- | ------ | ------ | ------------------ | ------- | ------ |
| 白鵬     | 13勝2敗   | 優勝   | 横綱   |                    |         |        |
| 琴欧洲   | 3勝8敗4休 |        | 大関   | 魁皇               | 9勝6敗  |        |
| 把瑠都   | 10勝5敗   |        | 大関   | 日馬富士           | 10勝5敗 |        |
| 琴奨菊   | 10勝5敗   |        | 関脇   | 稀勢の里           | 8勝7敗  |        |
| 鶴竜     | 12勝3敗   | 技能賞 | 小結   | 豊ノ島             | 5勝10敗 |        |
| 豪栄道   | 11勝4敗   | 技能賞 | 前頭1  | 徳瀬川             |         | 引退   |
| 豊真将   | 3勝12敗   |        | 前頭2  | 栃煌山             | 4勝11敗 |        |
| 北太樹   | 3勝12敗   |        | 前頭3  | 安美錦             | 7勝8敗  |        |
| 隠岐の海 | 7勝8敗    |        | 前頭4  | 豪風               | 7勝8敗  |        |
| 阿覧     | 6勝9敗    |        | 前頭5  | 若の里             | 7勝8敗  |        |
| 玉鷲     | 7勝8敗    |        | 前頭6  | 栃ノ心             | 12勝3敗 | 敢闘賞 |
| 白馬     |           | 引退   | 前頭7  | 嘉風               | 9勝6敗  |        |
| 旭天鵬   | 8勝7敗    |        | 前頭8  | 翔天狼             | 4勝11敗 |        |
| 土佐豊   | 10勝5敗   |        | 前頭9  | 朝赤龍             | 7勝8敗  |        |
| 春日王   |           | 引退   | 前頭10 | 若荒雄             | 8勝7敗  |        |
| 光龍     |           | 引退   | 前頭11 | 栃乃若             | 7勝8敗  |        |
| 猛虎浪   |           | 引退   | 前頭12 | 豊響               | 7勝8敗  |        |
| 琴春日   |           | 引退   | 前頭13 | 時天空             | 8勝7敗  |        |
| 臥牙丸   | 8勝7敗    |        | 前頭14 | 栃乃洋             | 6勝9敗  |        |
| 高見盛   | 7勝8敗    |        | 前頭15 | （解雇のため空位） |         |        |
| 雅山     | 8勝7敗    |        | 前頭16 | 魁聖               | 10勝5敗 | 敢闘賞 |
| 木村山   | 7勝8敗    |        | 前頭17 |                    |         |        |

西前頭15枚目は蒼国来であったが引退勧告を拒否したため解雇（裁判で解雇無効の判決が出たため2013年7月場所に同地位で復帰）。

## 各段優勝・三賞
- 幕内最高優勝　白鵬　13勝2敗（7場所連続19回目）
  - 殊勲賞　該当者なし
  - 敢闘賞　栃ノ心（3回目）、魁聖（初）
  - 技能賞　鶴竜（6回目）、豪栄道（2回目）
- 十両優勝　磋牙司　13勝2敗
- 幕下優勝　松谷　7戦全勝
- 三段目優勝　北勝国　7戦全勝
- 序二段優勝　魁ノ隆　7戦全勝
- 序ノ口優勝　久之虎　7戦全勝